# Rational Software
Rational Software es actualmente conocida como una familia de software de IBM para el despliegue, diseño, construcción, pruebas y administración de proyectos en el proceso de desarrollo de software.

## Historia
Rational Machines fue fundada por Paul Levy y Mike Devlin en 1981 para proporcionar herramienta que expandieran las prácticas modernas de ingeniería de software, particularmente la arquitectura modular y el desarrollo iterativo. Fue comprada por IBM el 20 de febrero de 2003 por US $2100 Millones.

## Productos
Sus productos están centrados en la metodología del Proceso Unificado de Rational o RUP (Rational Unified Process). Entre los productos más conocidos tenemos a:
- Rational Application Developer
- Rational Software Architect (Posee la funcionalidad del producto antes conocido como Rational Rose)
- Rational Portafolio Manager
- Rational Requisite Pro
- Rational Rose